# سارکینیت
سارکینیت (انگلیسی: Sarkinite)، که با نام‌های کوندراسنیت و پلی‌آرسنیت نیز شناخته می‌شود، یک کانی با فرمول Mn2(AsO4)(OH) است. نام این کانی از واژهٔ یونانی σάρκιυος به‌معنی «ساخته‌شده از گوشت» گرفته شده که به رنگ قرمز و جلای چرب آن اشاره دارد. این کانی برای نخستین بار در سال ۱۸۶۵ در سوئد با نام کوندراسنیت شناخته شد، اما در سال ۱۸۸۵ به‌عنوان سارکینیت شناسایی گردید.

## توصیف
سارکینیت دارای رنگی از قرمز تا زرد است. این کانی به‌صورت بلورهای ضخیم تخت، بلورهای منشوری کوتاه یا با ساختار دانه‌ای دیده می‌شود. در برخی موارد، سارکینیت به‌صورت تجمع‌هایی با شکل تقریباً کروی ظاهر می‌شود. سارکینیت یکی از اعضای گروه واگنریت است.
این کانی در عدسی‌های غنی از منگنز در شیست‌های کوارتزیتی کلریتی، توده‌های دگرگون‌شدهٔ سنگ معدن روی و به‌ندرت در توده‌های دگرگون‌شدهٔ سنگ معدن Fe–Mn یافت می‌شود.

## ساختار
سارکینیت از نظر ساختاری هم‌ساخت تریپلوئیدیت و وولفیت است و همچنین یک چندریخت از اویتیت محسوب می‌شود. ساختار بلوری آن شامل هشت‌وجهی‌های MnO4(OH)2، دوهرم‌های سه‌وجهی MnO4(OH) و تتراهدرای AsO4 است.

## تاریخچه
در سال ۱۸۸۵، دو کانی مشابه در سوئد کشف شدند. پلی‌آرسنیت در گریتیتان یافت شد و به دلیل محتوای بالای آرسنیک، توسط ایگلستروم نام‌گذاری شد. سارکینیت در پایسبرگ، پرسبرگ کشف شد و آ. شوگرن آن را بر اساس واژه یونانی σάρκιυος، به‌معنی «ساخته‌شده از گوشت»، به دلیل رنگ سرخ خونی و جلای چرب آن نام‌گذاری کرد. احتمال داده شد که این دو کانی در واقع یکسان باشند. یک مطالعه در سال ۱۹۸۰ نشان داد که پلی‌آرسنیت و کوندراسنیت، که در سال ۱۸۶۵ کشف شده بودند، در واقع هر دو همان سارکینیت هستند.

## پراکندگی
تا تاریخ ۲۰۱۲، سارکینیت در کشورهای اتریش، فرانسه، ایتالیا، ژاپن، قزاقستان، رومانی، سوئد، سوئیس و ایالات متحده یافت شده است.

## همایندی
سارکینیت در کنار کانی‌های زیر یافت شده است:
معدن هارستیگن، سوئد
- باریت، بمنتیت، براندتیت، کلسیت، سرب

معدن سیو، سوئد
- ژاکوبسیت، کاتوپتریت، مگنتیت، تفروریت

دره کودنیتز، اتریش
- پیروکسمانژیت، رودوکروزیت، رودونیت، اسپسارتین، تفروریت، تیراگالویت

معدن فالوتا، سوئیس
- براندتیت، براونیت، گریشونیت، برزلییت منگانی، رودوکروزیت، تیلاسیت

استرلینگ هیل، نیوجرسی، ایالات متحده 
- آدامیت، الاتکتیت، باریت، براندتیت، مس، اوکرویت، اویتیت، کرایسلایت، اکسیدهای منگنز، پارابراندتیت، رودوکروزیت، سرپیریت، ویلمیت